# Bud Greenspan
Jonah Joseph Greenspan (* 18. September 1926 in New York City, New York; † 25. Dezember 2010 ebenda) war ein US-amerikanischer Dokumentarfilmer.

## Leben
Greenspan schloss im Alter von 21 Jahren ein Studium an der New York University ab und arbeitete anschließend zunächst als Sports Director für den Sender WMGM. Überdies war er auch als Zeitungs-Sportjournalist sowie als Fernseh-Reporter und später auch als Produzent tätig. 1967 gründete er mit seiner 1983 an Krebs verstorbenen Frau Constance Anne "Cappy" Petrash die Firma Cappy Productions.
Greenspan wurde insbesondere durch seinen Dokumentarfilm über das Münchener Olympiaattentat 1972 und weitere Dokumentarfilme zu diversen Olympischen Spielen bekannt. Siebenmal war er, beginnend mit den Spielen 1984 in Los Angeles bis Salt Lake City 2002, offizieller Dokumentar-Filmer der Olympischen Spiele. Er zeichnete zudem verantwortlich für "The Olympiad", eine aus dem Jahr 1976 stammende 22-stündige Serie. Für dieses Werk wurde er mit einem ersten Emmy ausgezeichnet. Später erhielt er diesen Preis sieben weitere Male. Zudem wurde ihm der Peabody Award, ein Olympischer Orden und die Ehrendoktorwürde der United States Sports Academy in Daphne verliehen.
1995 erfolgte seine Aufnahme in die International Jewish Sports Hall of Fame. 2004 wurde er in die United States Olympic Hall of Fame aufgenommen.
Greenspan, dessen Ehe mit Petrash kinderlos blieb, ging später mit seiner Angestellten Nancy Beffa eine sowohl private als auch geschäftliche Beziehung ein. Greenspan, der eine ihn überlebende Schwester namens Sarah Rosenberg hatte, starb im Alter von 84 Jahren an den Folgen der Parkinson-Krankheit.

## Filmografie (Auswahl)
- 1968: Jesse Owens Returns to Berlin
- 1971: The Glory of Their Times
- 1976: The Olympiad
- 1977: Wilma or The Story of Wilma Rudolph
- 1979: Sports in America
- 1981–1985: The Heisman Trophy Award Show
- 1982: Time Capsule: The 1932 Los Angeles Olympics
- 1984: 16 Days of Glory/Los Angeles
- 1984: America at the Olympics
- 1986: Time Capsule: The 1936 Berlin Olympics
- 1987: For the Honor of Our Country
- 1988: 16 Days of Glory/Seoul
- 1988: An Olympic Dream
- 1988: The Golden Age of Sport
- 1988: 16 Days of Glory/Calgary
- 1992: 16 Days of Glory/Barcelona
- 1992: Mark Spitz Returns to Munich
- 1994: 16 Days of Glory/Lillehammer
- 1996: Atlanta's Olympic Glory
- 1996: 100 Years of Olympic Glory
- 1996: America's Greatest Olympians
- 1996: Real Athletes/Real History: History of African-Americans at the Olympics
- 1998: Nagano '98
- 1988: Ageless Heroes
- 2000: Favorite Stories of Olympic Glory
- 2000: Kings of the Ring: Four Legends of Heavyweight Boxing
- 2001: Sydney 2000: Gold from Down Under (2001)
- 2002: The 1972 Munich Olympic Games: Bud Greenspan Remembers
- 2002: Bud Greenspan Presents Michelle Kwan
- 2002: Bud Greenspan's Stories of Winter Olympic Glory
- 2003: Salt Lake 2002: Bud Greenspan's Stories of Olympic Glory
- 2005: Whirlaway!
- 2005: Bud Greenspan's Athens 2004: Stories of Olympic Glory
- 2006: The First Miracle: 1960 U.S. Olympic Men's ice hockey Team
- 2007: Bud Greenspan Presents: Torino 2006 Olympics
- 2009: Beijing 2008 America's Olympic Glory
- 2009: A Time for Champions
- 2010: Bud Greenspan Presents: Vancouver 2010 Stories of Olympic Glory